# Marc de Champérard
René Pérard, dit Marc de Champérard, né le 13 mars 1947 à Lyon 4e (Rhône) et mort le 27 mars 2018 à Saint-Cloud,,, est un journaliste et critique gastronomique français. Il est le fondateur du Guide Champérard.

## Biographie
Il est journaliste en presse écrite au Progrès de Lyon, aux magazines Cuisine et Vins de France, Maxi et Playboy, ainsi qu'en radio sur RMC.

### Une passion gastronomique

#### LeGuide Champérard
En 1982, il fonde le Guide Champérard en vue de transmettre « la grande cuisine pour tous ». Le Champérard est réédité annuellement, jusqu'à la fin des années 2010, de même que des guides thématiques sur les brasseries, les vins, les charcuteries. Il partage cette passion avec Alain Bauer, qui collabore au Champérard depuis les débuts, avant de racheter 50 % des parts de sa société éditrice en 2007.
En 2009, Champérard et Bauer présentent le Guide à Nicolas Sarkozy, président de la République, et Guillaume Gomez, chef cuisinier du palais de l'Élysée,.
En 2012, le Guide suscite la controverse en passant sous silence les grands restaurants tenus par Paul Bocuse, Georges Blanc, Michel Troisgros et Michel Guérard au nom du maintien d'un « rapport qualité-prix-bonheur » et d'une subjectivité assumée : ces enseignes ne « correspondent plus à leur réputation » ou « tout simplement, nous n'avons pas aimé ». L'édition 2015 supprime encore toute référence à des hôtels de luxe parisiens comme le Meurice, le Shangri-La, le Bristol et le George V. L'auteur du guide déclare alors : « Cela ne veut pas dire que je considère qu'on y mange mal. Mais quel Français a les moyens aujourd'hui d'aller dépenser 400, 500 euros dans ces maisons ? ». Pour Marc de Champérard, il s'agit avant tout de démocratiser la gastronomie.
La société éditrice du Guide Champérard est placée en liquidation judiciaire en 2017.

#### Autres engagements gastronomiques
Il organise des leçons de haute cuisine à coût réduit dans le métro à l'occasion de l'opération « La Grande Cuisine pour tous », avec des chefs comme Arnaud Lallement, Amandine Chaignot, Patrick Bertron ou encore Alain Pegouret. Il est également fondateur d'une Université populaire du Goût, en 2006, ainsi que de l'association Terroirs, pour la défense des productions locales, et de l'Institut français de formation et de recherche sur les arts culinaires, la gastronomie et les terroirs (IFFRAC).

### Postérité
Marc de Champérard meurt en 2018 de maladie foudroyante, laissant derrière lui une veuve et deux enfants. Sur son blogue, le critique gastronomique Gilles Pudlowski rend hommage au caractère de Champérard, « drôle, cultivé, intelligent, mais aussi manipulateur hors pair, provocateur, homme de réseau et d’entregent » ; il voit en lui « l’homme que tout le monde aimait détester, le grand méchant loup, celui qui crachait volontiers dans la soupe, qu’il dégustait pourtant avec une malice constante sans jamais se lasser », un personnage rompu aux coups d'éclats au sein d'un milieu dont Pudlowski constate le « silence étrange et révélateur » à l'annonce de sa disparition,.
À l'instar de son ami Alain Bauer, il est initié à la franc-maçonnerie et participe aux activités du Grand Orient de France,.

## Œuvres choisies
- 52 weeks-ends autour de Lyon, éd. Albin Michel, 1986, 260 pages,  (ISBN 2-7050-0923-X)
- Mes mots gourmands, Presses universitaires de France, 2009, 186 pages,  (ISBN 2130576966)
- La Grande cuisine pour tous, Presses universitaires de France, 2010,  (ISBN 2130577660)
- Le Manger vrai, Presses universitaires de France, 2010, 196 pages,  (ISBN 2130584705)
- Gastroménologie. Pour une phénoménologie du goût (avec Alain Bauer), éd. Guide Champérard, 2015, 178 pages,  (ISBN 2917274115)

## Distinctions
- Chevalier de la Légion d'honneur
- Chevalier de l'ordre national du Mérite
- Officier de l'ordre du Mérite agricole
- 1997 : Prix Victor-Peyret du cru Juliénas[10]